# Mike Singer
Mike Singer (Kehl, 20 gennaio 2000) è un cantante e attore tedesco.

## Biografia
Cresciuto ad Offenburg nella Germania sud-occidentale, Mike Singer scrive e compone canzoni originali dall'età di dodici anni, pubblicando sia le sue canzoni che cover di altri artisti su YouTube. Nel 2013 si è presentato alle audizioni del talent show tedesco The Voice Kids cantando Boyfriend di Justin Bieber. È entrato a far parte del team di Lena Meyer-Landrut, ma è stato eliminato durante i duelli.
Il suo album di debutto, Only You, è stato pubblicato indipendentemente nel 2014 e contiene dodici canzoni in inglese, una in tedesco, e due remix. L'anno successivo è uscito Nur mit Dir, un EP contenente sei canzoni in tedesco.
Mentre iniziava a guadagnare una fan base consistente, Mike nel 2016 ha firmato un contratto con la Warner Music. Dalla collaborazione con l'etichetta discografica il 24 febbraio 2017 è uscito l'album Karma, che ha debuttato in vetta alla classifica tedesca. Ha inoltre raggiunto il quinto posto in Austria e il dodicesimo in Svizzera. L'album include il singolo Karma. Il secondo album di Mike, intitolato Deja Vu e preceduto dal singolo omonimo, è uscito il 19 gennaio 2018 ed è diventato il suo secondo album primo in classifica in Germania.
Nel 2017 Mike Singer è entrato a far parte del cast della serie televisiva tedesca Spotlight, interpretando il ruolo di Luke, un giovane aspirante musicista.

## Discografia

### Album in studio
- 2014 – Only You
- 2017 – Karma
- 2018 – Deja Vu
- 2019 – Trip
- 2020 – Paranoid!?
- 2022 – Emotions

### EP
- 2015 – Nur mit Dir

### Singoli
- 2016 – Karma
- 2016 – Bring mich zum Singen
- 2017 – Egal
- 2017 – Nein
- 2017 – 1Life
- 2017 – Jung und frei
- 2017 – Deja Vu
- 2017 – Galaxie (con Sierra Kidd)
- 2017 – Flashbacks
- 2018 – Fantasie (con Teesy)
- 2018 – Netflix & Chill (con Kay One)
- 2018 – Bella ciao
- 2021 – Verdammt, ich lieb' Dich
- 2022 – Fehler (con Monet192)
- 2022 – Warum bist du so (con Dardan)

## Filmografia
- Spotlight – serie TV, seconda stagione (2017)